# Aegoceropsis
Aegoceropsis là một chi bướm đêm thuộc họ Noctuidae.

## Các loài
- Aegoceropsis affinis Druce, 1883
- Aegoceropsis brevivitta Hampson, 1901
- Aegoceropsis ferrugo Jordan, 1926
- Aegoceropsis fervida Walker, 1854
- Aegoceropsis geometrica Hampson, 1910
- Aegoceropsis obliqua Mabille, 1893
- Aegoceropsis rectilinea Boisduval, 1836
- Aegoceropsis tricolora Bethune-Baker, 1909